# 鹿児島県高等学校の廃校一覧
鹿児島県高等学校の廃校一覧（かごしまけんこうとうがっこうのはいこういちらん）とは、鹿児島県の廃校となった高等学校の一種。対象となるのは学制改革（1948年）以降に廃校となった高等学校と分校である。名称は廃校当時のもの。廃校時に属していた自治体が合併により消滅している場合は現行の自治体に含める。また現在休校中の学校は公式には存続していることとなっているが、休校中の学校は事実上廃校となっている場合が多いため、便宜上本項に記載する。

## 国立高等学校
- 鹿児島大学教育学部附属高等学校（1953年廃止）[1]

## 公立高等学校

### 鹿児島市
- 鹿児島園芸高等学校（1965年鹿児島園芸高・鹿児島農芸高と統合し鹿児島市立鹿児島園芸高等学校→鹿児島県立鹿児島農業高等学校（鹿児島県立鹿児島東高等学校へ）[1]
- 鹿児島農芸高等学校（同上）[1]
- 鹿児島県立蒲生高等学校吉田分校（1983年）[2]
- 鹿児島県立鹿児島西高等学校（2010年甲陵高と統合し鹿児島県立明桜館高等学校となり、2012年完全移行[3]）
- 鹿児島県立甲陵高等学校（2010年鹿児島西高と統合し明桜館高となり、2012年完全移行[4]）

### 鹿屋市
- 鹿屋市立鹿屋女子高等学校併設高隈高等学校（1988年）
- 吾平町立鹿屋農業高等学校吾平分校（1988年）

### 阿久根市
- 鹿児島県立阿久根高等学校（2005年阿久根農業高・出水郡長島町の長島高と統合し鹿児島県立鶴翔高等学校となり[5]、2007年完全移行[6]）
- 鹿児島県立阿久根農業高等学校（2005年阿久根高・出水郡長島町の長島高と統合し鶴翔高となり[5]、2007年完全移行[7]）

### 西之表市
- 鹿児島県立種子島高等学校〈旧〉（2006年種子島実業高と統合し鹿児島県立種子島高等学校〈新〉となり[8]、2008年完全移行[9]）
- 鹿児島県立種子島実業高等学校（2006年種子島高〈旧〉と統合し種子島高〈新〉となり[8]、2008年完全移行[10]）

### 薩摩川内市
- 祁答院町立大村高等学校（1988年）[11]
- 鹿児島県立東郷高等学校（1987年）
- 鹿児島県立入来商業高等学校（2007年樋脇高と統合し鹿児島県立川薩清修館高等学校となり[12]、2009年完全移行[13]）
- 鹿児島県立樋脇高等学校（2007年入来商業高と統合し川薩清修館高となり[12]、2009年完全移行[14]）

### 曽於市
- 鹿児島県立財部高等学校（2014年統合により鹿児島県立曽於高等学校となり[15]、2016年完全移行[16]）
- 鹿児島県立末吉高等学校（同上）[15][17]
- 鹿児島県立岩川高等学校（同上）[15][18]

### 霧島市
- 鹿児島県立福山高等学校（1987年閉校、現在の鹿児島県立福山高等学校の前身）
- 鹿児島県福山町立牧之原高等学校（定時制高校）（1988年）
- 鹿児島県立牧園高等学校 （2008年姶良郡湧水町の栗野工業高と統合し鹿児島県立霧島高等学校となり[19]、2010年完全移行[20]）

### 南さつま市
- 坊津町立坊津高等学校（1963年）
- 鹿児島県立笠沙高等学校（2006年）

### 奄美市
- 鹿児島県立大島女子高等学校（1954年統合により鹿児島県大島実業高等学校〈1956年鹿児島県立大島実業高等学校、1970年鹿児島県立奄美高等学校へ改称〉へ）[21]
- 鹿児島県立大島農業高等学校（同上）[21]
- 鹿児島県立名瀬高等学校（同上）[21]
- 鹿児島県大島実業高等学校与論分校（1955年）[21]
- 鹿児島県立大島工業高等学校（2012年奄美高へ統合）[22]

### 薩摩郡
- 鹿児島県立宮之城農業高等学校（2005年宮之城高と統合し鹿児島県立薩摩中央高等学校となり[23]、2007年完全移行[24]）
- 鹿児島県立宮之城高等学校（2005年宮之城農業高と統合し薩摩中央高となり[23]、2007年完全移行）

### 出水郡
- 鹿児島県立長島高等学校（2005年阿久根高・阿久根農業高〈いずれも阿久根市〉と統合し鶴翔高となり[5]、2007年完全移行[25]）

### 姶良郡
- 鹿児島県立栗野高等学校吉松分校（1959年）
- 鹿児島県立栗野高等学校横川分校（1959年）
- 鹿児島県立栗野工業高等学校（2010年霧島市の牧園高と統合し霧島高となり[19]、2010年完全移行[26]）

### 曽於郡
- 鹿児島県立大崎高等学校（1963年有明高へ統合）
- 鹿児島県立有明高等学校（2015年鹿児島県立串良商業高等学校へ統合）[27]

### 肝属郡
- 鹿児島県大根占高等学校（1954年鹿児島県根占高等学校〈1956年鹿児島県立南大隅高等学校へ改称〉へ統合）[28][注釈 1]
- 鹿児島県立南大隅高等学校田代分校（1987年）
- 鹿児島県立南大隅高等学校佐多分校（2002年）
- 鹿児島県立高山高等学校（2016年）[29]

### 熊毛郡
- 鹿児島県立中種子高等学校 （2008年南種子高と統合し鹿児島県立種子島中央高等学校となり[30]、2010年完全移行[31]）
- 鹿児島県立南種子高等学校 （2008年中種子高と統合し種子島中央高となり[30]、2010年完全移行[32]）

### 大島郡
- 鹿児島県立徳之島高等学校〈旧〉（2006年徳之島農業高と統合し鹿児島県立徳之島高等学校〈新〉となり[33]、2008年完全移行）[注釈 2]
- 鹿児島県立徳之島農業高等学校（2006年徳之島高〈旧〉と統合し徳之島高〈新〉となり[33]、2008年完全移行[34]）

## 私立高等学校

### 鹿児島市
- 鹿児島学芸高等学校（2006年）　旧校名＝鹿児島女子大学附属高等学校（1999年以前）、鹿児島実践女子高等学校（1983年以前）[35]

### 南さつま市
- 玉川学園久志高等学校（1979年7月31日）[36]

### 薩摩川内市
- 川内純心女子高等学校（2009年）[37]